# Laura Allred
Laura Allred   (segle XX) és una artista de còmic estatunidenca, coneguda principalment pel seu treball com a colorista. Ha treballat per a les companyies DC Comics incloent el seu segell Vertigo i Marvel, destacant-se de la seva obra a sèries com X-Statix, iZombie, Madman, X-Ray Robot i Bowie: Stardust, Rayguns and Moonage Daydreams.

## Biografia

### Carrera
Va iniciar-se en el món del còmic a finals de la dècada de 1990 amb el títol Dead Air publicat sota el segell editorial Salve Labor Graphic, on feia tasques de rotulació en un còmic creat pel seu espòs, Mike Allred. A aquest li seguiria la minisèrie de tres números Graphique Musique, a la mateixa editorial, l'any següent. No seria fins al 1990, amb la minisèrie de quatre números Grafik Muzik, aquesta vegada a l'editorial Caliber Comics, on Laura realitza les seves primeres incursions en l'acoloriment tant de les portades com d'alguns números, continuant alhora amb el seu treball com a retolista.
El 1992, sempre juntament al costat de Mike Allred, comença un treball que suposarà un punt d'inflexió important en la seva carrera, ja que comença la sèrie Madman, obrint-los a tots dos les portes de l'èxit. Des de l'editorial Tundra Publishing publiquen un còmic underground amb un estil que aviat s'associarà amb el pop art. Durant diversos anys, treballarà alternant la retolació i el color en diferents minisèries i recopilatoris d'aquesta obra, que a partir del 1994 s'acaba publicant a Dark Horse Comics.
Al seu torn, el 1993, fa la seva primera irrupció al còmic mainstream a través d'una història titulada "The Vision", inclosa dins de l'antologia Vertigo Jam nº 1
de DC, en la qual pinta el treball del seu marit. També realitza algun treball esporàdic a Image Comics i en títols de Dark Comics com Wolf & Red nº 3, un dels pocs encàrrecs en aquesta etapa en què Mike no està involucrat.
Assentada com una reputada colorista, Laura seguirà participant en obres sense la seva parella habitual com a la sèrie The Foot Soldier, a Dark Horse, o Mr. Miracle, a DC. Encara que el seu nombre més gran de treballs durant mitjans dels noranta veurien la llum sota el segell de Dark Horse, editorial on alternaria les seves col·laboracions habituals amb el seu marit amb altres encàrrecs. Això la portaria a guanyar el 1995 el premi Wizard Fan Award com a "Favorite Colorist" (a la Colorista Favorita) i, tres anys més tard, el 1998, seria nominada al premi Eisner a la millor colorista pel seu treball a Red Rocket nº 7. L'any 2000, tornaria a optar al mateix premi pel seu acoloriment especialment de Madman Comics Happydale: Devils in the Desert. No seria fins al 2012 quan obtindria el seu primer Premi Eisner a la millor colorista pel seu treball a iZombie (de la línia Vertigo de DC) i Madman All-New Giant-Size Super-Ginchy Special (Image Comics). Repetiria títol el 2021 per X-Ray Robot i Bowie: Stardust, Rayguns & Moonage Daydreams.
L'any 2000 comença la seva col·laboració amb Marvel, principalment com a colorista del seu marit. La seva entrada a la Casa de les Idees es produeix al títol X-Force, al qual seguiria X-Statix el 2002, ambdós escrits per Peter Milligan. Continuaria col·laborant en títols de DC com Solo, Fables i amb Madman per Image i Dark Horse.
El 2013 torna a col·laborar amb Marvel colorejant el treball de Mike a FF, mentre que a DC comença Batman '66, de la que sortiran diverses sèries derivades en que també treballaran. L'any següent comença el seu treball a Silver Surfer i realitzen la minisèrie de quatre números All-New Doop. El 2015 coloreja el treball de Joëlle Jones a Lady Killer per a Dark Horse i amb Mike comencen Art Ops per a DC. El 2018 col·labora amb IDW Publishing en l'històric personatge de Dick Tracy i amb DC comença un nou volum de Catwoman.
El 2020 publiquen la novel·la gràfica Bowie: Stardust, Rayguns & Moonage Daydreams d'Insight Editions i comença X-Ray Robot de Dark Horse. El 2022 Marvel va publicar X-Cellent recuperant els personatges de la seva etapa a X-Force amb els mateixos autors, Peter Milligan com escriptor, Mike Allred als dibuixos i la mateixa Laura com a colorista. Per a DC aquell any van fer la sèrie limitada Superman: Space Age.

## Premis i nominacions
- 1995: Millor colorista en els Premis Wizard Fan
- 1998: Nominada a millor colorista en els Premis Eisner, per Red Rocket 7
- 2000: Nominada a millor colorista en els Premis Eisner, per Madman i Happydale: Devils in the Desert
- 2012: Millor colorista en els Premis Eisner, per iZombie i Madman All-New Giant-Size Super-Ginchy Special[11]
- 2016: Millor colorista als Premis Harvey per Silver Surfer[12]
- 2017: Nominada al premi AML amb Mike Allred i Lee Allred per Batman '66 Meets the Legion of Super Heroes nº 1
- 2019: Nominada al premi AML amb Mike Allred, Lee Allred i Rich Tommaso per Dick Tracy: Dead or Alive
- 2021: Millor colorista en els Premis Eisner, per X-Ray Robot i Bowie: Stardust, Rayguns & Moonage Daydreams[8]